# Dysselsdorp
Dysselsdorp is een dorp met 12.544 inwoners, in de regio West-Kaap in Zuid-Afrika, op ongeveer 30 kilometer gelegen van Oudtshoorn. Het dorp is in 1838 gesticht door zendelingen.

## Subplaatsen
Het nationaal instituut voor de statistiek, Stats SA, deelt sinds de census 2011 deze hoofdplaats in in 2 zogenaamde subplaatsen (sub place):
Dysseldorp SP • Dysselsdorp SH.